# Günther Neukirchner
Günther Neukirchner (Grambach, 2 dicembre 1971) è un allenatore di calcio, ex calciatore ed ex giocatore di calcio a 5 austriaco, di ruolo difensore.

## Carriera

### Giocatore

#### Club
Cresciuto nello Sturm Graz, vi debutta nel 1989. Durante la sua permanenza nel sodalizio stiriano  vince tre ÖFB-Cup, tre ÖFB-Supercup e due campionati.
Nel 2006 lascia lo Sturm Graz per giocare nel Fußball Club Gratkorn, sodalizio in cui chiude la sua carriera. Nella stagione 2008-09 viene tesserato dalla squadra cittadina di calcio a 5, il Graz, con cui debutta nella Coppa UEFA.

#### Nazionale
Neukirchner ha vestito la maglia della nazionale austriaca in quattordici occasioni, segnando una rete.

### Allenatore
Dal 2009 diviene co-allenatore del Sturm Graz Amateure. Neukirchner ha ricoperto in due occasioni l'incarico di allenatore ad interim dello Sturm Graz.

## Statistiche

### Cronologia presenze e reti in nazionale
| Cronologia completa delle presenze e delle reti in nazionale ― Austria | Cronologia completa delle presenze e delle reti in nazionale ― Austria | Cronologia completa delle presenze e delle reti in nazionale ― Austria | Cronologia completa delle presenze e delle reti in nazionale ― Austria | Cronologia completa delle presenze e delle reti in nazionale ― Austria | Cronologia completa delle presenze e delle reti in nazionale ― Austria | Cronologia completa delle presenze e delle reti in nazionale ― Austria | Cronologia completa delle presenze e delle reti in nazionale ― Austria |
| Data                                                                   | Città                                                                  | In casa                                                                | Risultato                                                              | Ospiti                                                                 | Competizione                                                           | Reti                                                                   | Note                                                                   |
| ---------------------------------------------------------------------- | ---------------------------------------------------------------------- | ---------------------------------------------------------------------- | ---------------------------------------------------------------------- | ---------------------------------------------------------------------- | ---------------------------------------------------------------------- | ---------------------------------------------------------------------- | ---------------------------------------------------------------------- |
| 19-8-1998                                                              | Vienna                                                                 | Austria                                                                | 2 – 2                                                                  | Francia                                                                | Amichevole                                                             | -                                                                      | 79’                                                                    |
| 10-3-1999                                                              | San Gallo                                                              | Svizzera                                                               | 2 – 4                                                                  | Austria                                                                | Amichevole                                                             | 1                                                                      | 58’                                                                    |
| 27-3-1999                                                              | Valencia                                                               | Spagna                                                                 | 9 – 0                                                                  | Austria                                                                | Qual. Euro 2000                                                        | -                                                                      |                                                                        |
| 28-4-1999                                                              | Graz                                                                   | Austria                                                                | 7 – 0                                                                  | San Marino                                                             | Qual. Euro 2000                                                        | -                                                                      |                                                                        |
| 6-6-1999                                                               | Ramat Gan                                                              | Israele                                                                | 5 – 0                                                                  | Austria                                                                | Qual. Euro 2000                                                        | -                                                                      |                                                                        |
| 10-10-1999                                                             | Vienna                                                                 | Austria                                                                | 3 – 1                                                                  | Cipro                                                                  | Qual. Euro 2000                                                        | -                                                                      | 46’                                                                    |
| 23-2-2000                                                              | Kalamata                                                               | Grecia                                                                 | 4 – 1                                                                  | Austria                                                                | Amichevole                                                             | -                                                                      |                                                                        |
| 29-3-2000                                                              | Graz                                                                   | Austria                                                                | 1 – 1                                                                  | Svezia                                                                 | Amichevole                                                             | -                                                                      | 63’                                                                    |
| 26-4-2000                                                              | Vienna                                                                 | Austria                                                                | 1 – 2                                                                  | Croazia                                                                | Amichevole                                                             | -                                                                      | 66’                                                                    |
| 16-8-2000                                                              | Budapest                                                               | Ungheria                                                               | 1 – 1                                                                  | Austria                                                                | Amichevole                                                             | -                                                                      |                                                                        |
| 1-9-2000                                                               | Vienna                                                                 | Austria                                                                | 5 – 1                                                                  | Iran                                                                   | Amichevole                                                             | -                                                                      | 46’                                                                    |
| 28-2-2001                                                              | Fiume                                                                  | Croazia                                                                | 1 – 0                                                                  | Austria                                                                | Amichevole                                                             | -                                                                      | 83’                                                                    |
| 24-3-2001                                                              | Sarajevo                                                               | Bosnia ed Erzegovina                                                   | 1 – 1                                                                  | Austria                                                                | Qual. Mondiali 2002                                                    | -                                                                      | 54’                                                                    |
| 15-8-2001                                                              | Vienna                                                                 | Austria                                                                | 1 – 2                                                                  | Svizzera                                                               | Amichevole                                                             | -                                                                      | 46’                                                                    |
| Totale                                                                 |                                                                        | Presenze                                                               | 14                                                                     |                                                                        | Reti                                                                   | 1                                                                      |                                                                        |

## Palmarès

### Calciatore
- Campionato austriaco: 2

Sturm Graz: 1997-1998, 1998-1999
- Coppa d'Austria: 3

Sturm Graz: 1995-1996, 1996-1997, 1998-1999
- Supercoppa d'Austria: 3

Sturm Graz: 1996, 1998, 1999